# Віюверд
Віюверд (нід. Wieuwerd, фриз. Wiuwert) — село в нідерландській провінції Фрисландія. Входить до муніципалітету Південно-Західна Фрисландія.
Його площа становить 4,08км², а населення станом на 2021 рік складало 290 осіб.
Перша згадка про населений пункт датується 13-им сторіччям.

## Галерея

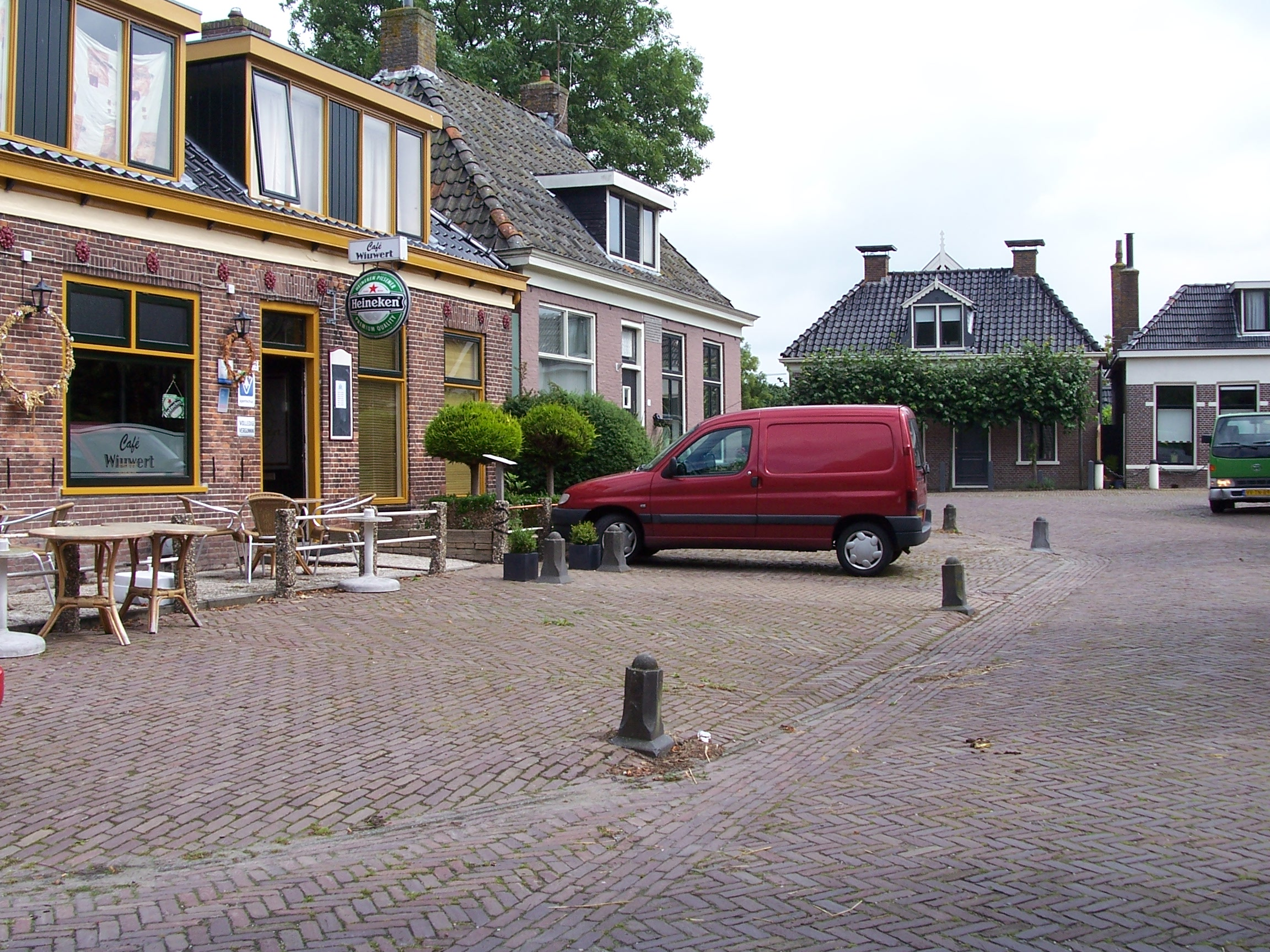
Паб на сільській площі
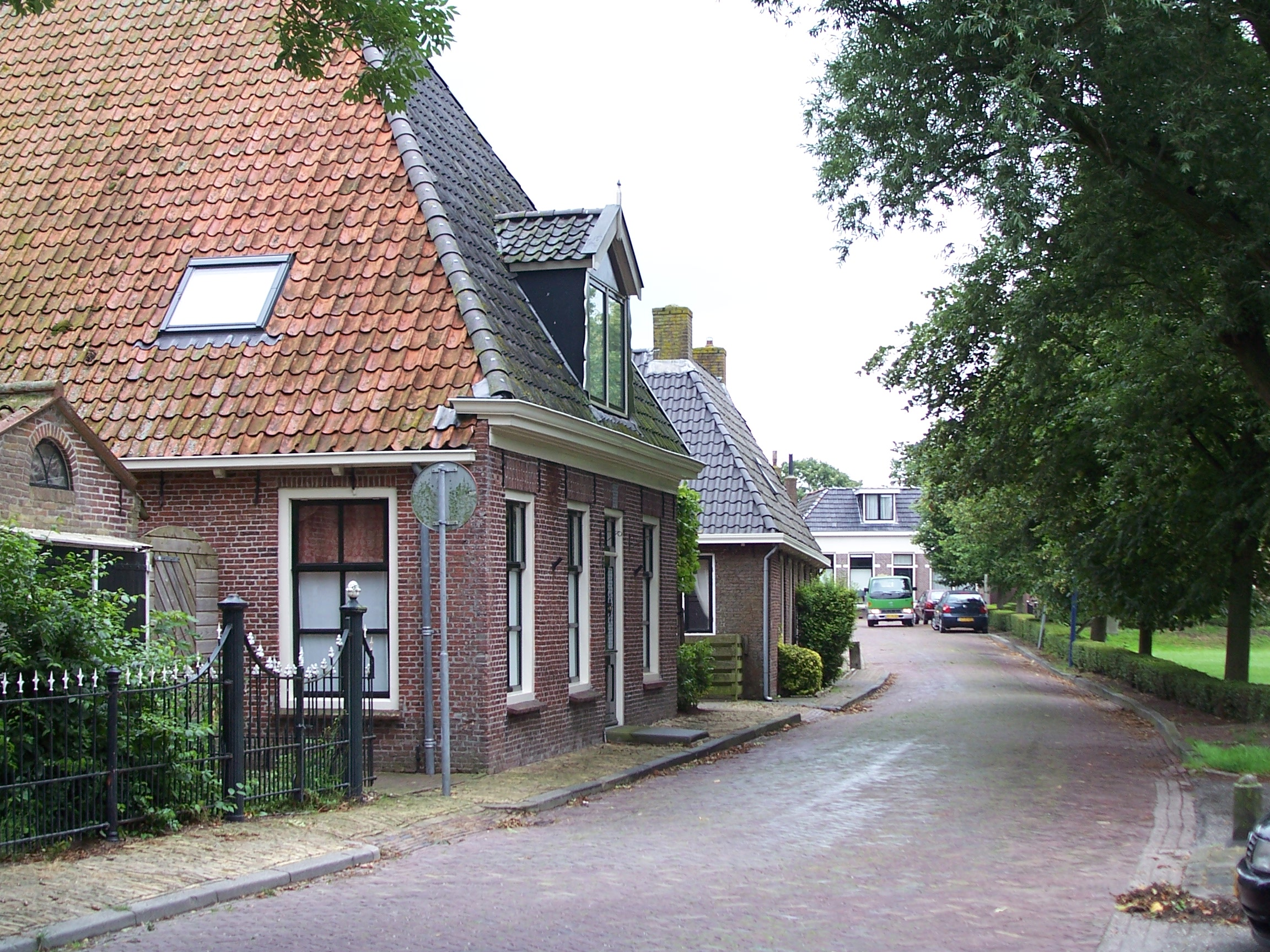
Сільська вулиця